# Lijst van kardinalen gecreëerd door paus Pius X

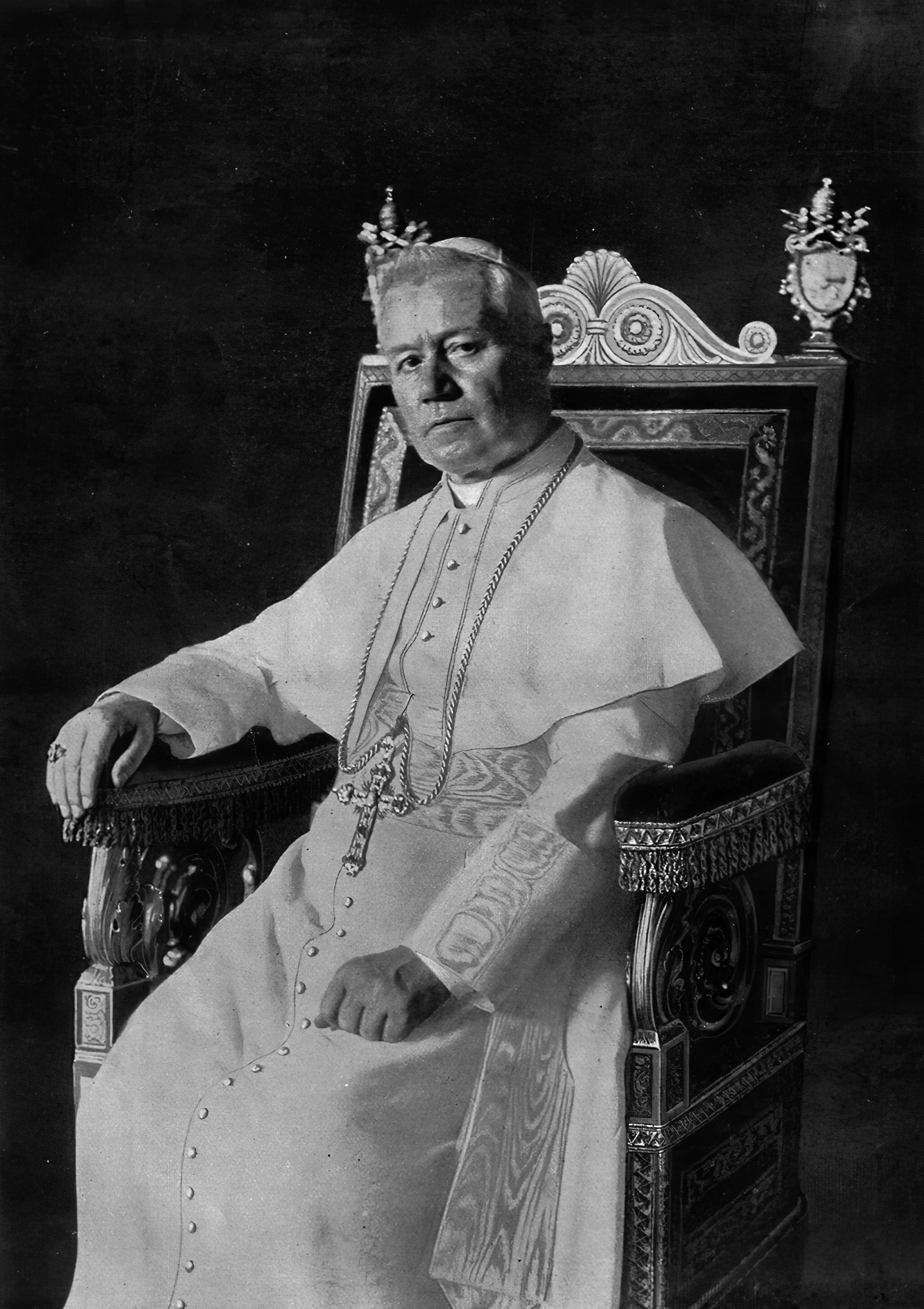
Paus Pius X

Hieronder volgt een Lijst van kardinalen gecreëerd door paus Pius X

## Consistorievan9 november1903
- Rafael Merry del Val y Zulueta, titulair aartsbisschop van Nicea, pro-staatssecretaris
- Giuseppe Callegari, bisschop van Padua, Italië

## Consistorie van11 december1905
- Octavius Cagiano de Azevedo, Pauselijk Majordomus
- Marcelo Spínola y Maestre, aartsbisschop van Sevilla, Spanje
- Joachin Arcoverde de Albuquerque, aartsbisschop van Rio de Janeiro, Brazilië
- Jozef Samaša, aartsbisschop van Eger, Hongarije

## Consistorie van15 april1907
- Pierre Andrieu, aartsbisschop van Marseille, Frankrijk
- Aristide Cavallari, patriarch van Venetië, Italië
- Gregorio María Aguirre García, aartsbisschop van Burgos, Spanje
- Aristide Rinaldini, titulair aartsbisschop van Heraclea, apostolisch nuntius in Spanje
- Alessandro Lualdi, aartsbisschop van Palermo, Italië

## Consistorie van16 december1907

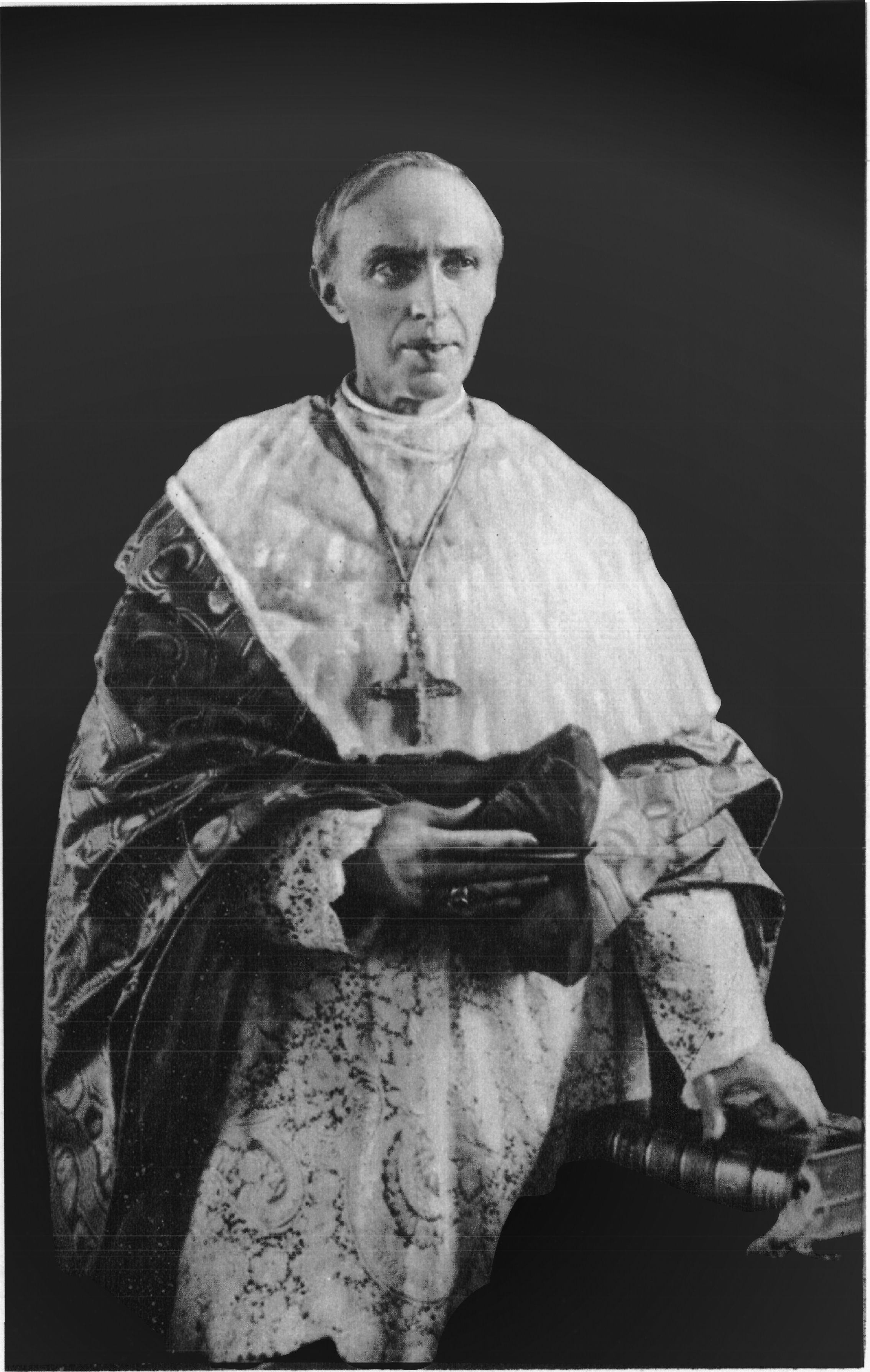
Kardinaal Mercier

- Pietro Maffi, aartsbisschop van Pisa, Italië
- Louis-Henri-Joseph Luçon, aartsbisschop van Reims, Frankrijk
- Benedetto Lorenzelli, aartsbisschop van Lucca, Italië
- Gaetano de Lai, secretaris Congregatie voor het Concilie
- Alessandro Lualdi, aartsbisschop van Palermo, Italië
- Désiré-Joseph Mercier, aartsbisschop van Mechelen-Brussel, België

## Consistorie van27 november1911
- Gennaro Granito Pignatelli di Belmonte, titulair aartsbisschop van Edessa, nuntius-emeritus
- John Murphy Farley, aartsbisschop van New York, Verenigde Staten van Amerika
- William Henry O'Connell, aartsbisschop van Boston, Verenigde Staten
- Diomede Falconio OFM, titulair aartsbisschop van Larissa, apostolisch delegaat in de Verenigde Staten
- José Maria Cos y Macho, aartsbisschop van Valladolid, Spanje
- Antonio Vico, titulair aartsbisschop van Filippi, nuntius in Spanje
- Franziskus von Sales Bauer[1], aartsbisschop van Olomouc, Oostenrijk-Hongarije
- Léon-Adolphe Amette, aartsbisschop van Parijs, Frankrijk
- François-Virgile Dubillard, aartsbisschop van Chambéry, Frankrijk
- Franz Xaver Nagl, aartsbisschop van Wenen, Oostenrijk-Hongarije
- François de Rovérié de Cabrières, bisschop van Montpellier, Frankrijk
- Gaetano Bisleti, prefect van de Pauselijke Huishouding
- Giovanni Battista Lugari, assessor van het Heilig Officie
- Basilio Pompilj, secretaris van de Congregatie voor het Concilie
- Louis Billot SJ, hoogleraar aan het Gregorianum, raadsheer van het Heilig Officie
- Wilhelmus Marinus van Rossum, C.SS.R, lid van de commissie tot herziening van de Codex Iuris Canonici
- Enriquez Almaraz y Santos, aartsbisschop van Sevilla, Spanje
- Francis Bourne, aartsbisschop van Westminster, Engeland

- in pectore António Mendes Bello, patriarch van Lissabon, Portugal

## Consistorie van2 december1912
- Mgr Károl Hornig, bisschop van Veszprém, Oostenrijk-Hongarije

## Consistorie van25 mei1914

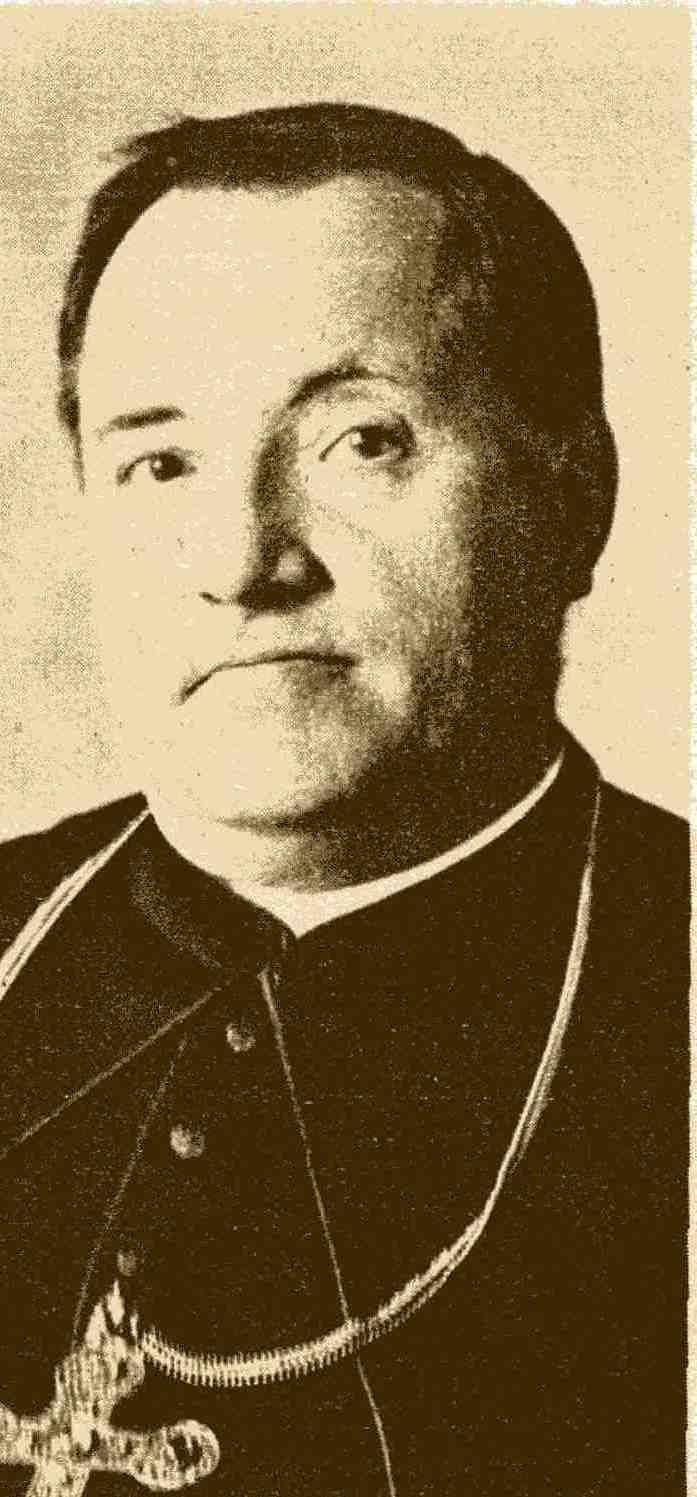
Franziskus kardinaal von Bettinger

- Giacomo Della Chiesa (later paus Benedictus XV), aartsbisschop van Bologna, Italië
- Louis-Nazaire Bégin, aartsbisschop van Quebec, Canada
- Victoriano Guisasola y Menéndez, aartsbisschop van Toledo, Spanje
- Friedrich Gustav Piffl, C.C.S.R.A, aartsbisschop van Wenen, Oostenrijk-Hongarije
- Domenico Serafini OSB, titulair aartsbisschop van Seleucia Pieria, assessor van het Heilig Officie
- Filippo Giustini, secretaris van de Congregatie voor de Regeling der Sacramenten
- Michele Lega, deken van het Heilig Tribunaal van de Sacra Rota Romana
- Scipione Tecchi, assessor van de Congregatie voor het Concilie
- Francis Aidan Gasquet OSB, president van de Engelse Benedictijner Confederatie
- Franziskus von Bettinger, aartsbisschop van München-Freising, Duitsland
- Felix von Hartmann, aartsbisschop van Keulen, Duitsland
- János Czernoch, aartsbisschop van Esztergom, Hongarije
- Hector-Irénée Sévin, aartsbisschop van Lyon, Frankrijk